# Johnsonia
Johnsonia es un género  de plantas herbáceas, perennes y rizomatosas perteneciente a la familia Xanthorrhoeaceae que contiene cinco especies originarias del sudoeste de Australia. 

## Especies
A continuación se brinda un listado de las especies del género Johnsonia aceptadas hasta marzo de 2011, ordenadas alfabéticamente. Para cada una se indica el nombre binomial seguido del autor, abreviado según las convenciones y usos, y la publicación válida. Finalmente, para cada especie también se detalla su distribución geográfica.
- Johnsonia acaulis Endl.[4] Sudoeste de Australia.
- Johnsonia inconspicua Keighery[5] Sudoeste de Australia occidental.
- Johnsonia lupulina R.Br.,[6] Sudoeste de Australia.
- Johnsonia pubescens Lindl.,[7] Sudoeste de Australia occidental
  - Johnsonia pubescens subsp. cygnorum Keighery,[8]
  - Johnsonia pubescens subsp. pubescens. Sudoeste de Australia.
- Johnsonia teretifolia Endl.[9] Sudoeste de Australia.